# Lézat
Lézat ist eine Ortschaft und eine Commune déléguée in der französischen Gemeinde Hauts de Bienne mit 185 Einwohnern (Stand: 1. Januar 2022) im Département Jura in der Region Bourgogne-Franche-Comté.

## Geographie
Lézat liegt auf 724 m, etwa 13 Kilometer nordnordöstlich der Stadt Saint-Claude (Luftlinie). Das Dorf erstreckt sich im Jura, an aussichtsreicher Lage auf einer Geländeterrasse am Sonnenhang rund 180 m über dem tief eingeschnittenen Flusslauf der Bienne, südlich der Forêt de la Joux Devant.
Die Fläche der 5,75 km² großen Commune déléguée umfasst einen Abschnitt des französischen Juras. Die südliche Grenze verläuft entlang der Bienne, die hier in einem Erosionstal mit mehreren Windungen nach Südwesten fließt. Vom Flusslauf erstreckt sich das Areal nordwärts über einen bewaldeten und von Felsbändern durchzogenen Hang auf die Terrasse von Lézat und den Vorsprung von Les Mouillés. Daran schließt im Norden der Höhenzug des Bois de la Pontoise (940 m) und des Bois des Ecolets an. Dieser Höhenzug, der eine Antiklinale des Faltenjuras bildet, gehört zum breiten Waldrücken der Forêt de la Joux Devant. Mit 1115 m wird auf der Kuppe des Bois des Ecolets die höchste Erhebung von Lézat erreicht. Das Gebiet ist Teil des Regionalen Naturparks Haut-Jura (frz.: Parc naturel régional du Haut-Jura).
Zur Commune déléguée Lézat gehören der Weiler Les Mouillés (865 m) auf einem Vorsprung über dem Tal der Bienne sowie verschiedene Einzelhöfe. Nachbargemeinden von Lézat waren Grande-Rivière im Norden, Morbier und La Mouille im Osten, Longchaumois im Süden sowie Villard-sur-Bienne und Château-des-Prés im Westen.

## Geschichte
Das Dorf gehörte im Mittelalter zur Pfarrei von La Rixouse. Im 18. Jahrhundert war es Standort einer Schmiede.
Die Gemeinde Lézat wurde mit Wirkung vom 1. Januar 2016 mit Morez und La Mouille zur Commune nouvelle Hauts de Bienne zusammengelegt. Sie gehörte zum Arrondissement Saint-Claude und zum Kanton Morez.

## Bevölkerung
| Bevölkerungsentwicklung | Bevölkerungsentwicklung |
| Jahr                    | Einwohner               |
| ----------------------- | ----------------------- |
| 1962                    | 86                      |
| 1968                    | 47                      |
| 1975                    | 52                      |
| 1982                    | 99                      |
| 1990                    | 154                     |
| 1999                    | 196                     |
| 2007                    | 190                     |
| 2013                    | 188                     |

Nachdem die Einwohnerzahl in der ersten Hälfte des 20. Jahrhunderts markant abgenommen hatte (1886 wurden noch 234 Personen gezählt), wurde seit dem Ende der 1970er-Jahre wieder eine deutliche Bevölkerungszunahme verzeichnet. Seither hat sich die Einwohnerzahl fast verdreifacht.

## Wirtschaft und Infrastruktur
Lézat war bis weit ins 20. Jahrhundert hinein ein vorwiegend durch die Landwirtschaft, insbesondere Viehzucht und Milchwirtschaft, sowie durch die Forstwirtschaft geprägtes Dorf. Daneben gibt es heute einige Betriebe des lokalen Kleingewerbes. Mittlerweile hat sich das Dorf auch zu einem Wohnort gewandelt. Viele Erwerbstätige sind Wegpendler, die in den größeren Ortschaften der Umgebung ihrer Arbeit nachgehen.
Die Ortschaft liegt abseits der größeren Durchgangsstraßen an einer Departementsstraße, die von Morbier nach La Rixouse führt. Eine weitere Straßenverbindung besteht mit Château-des-Prés.

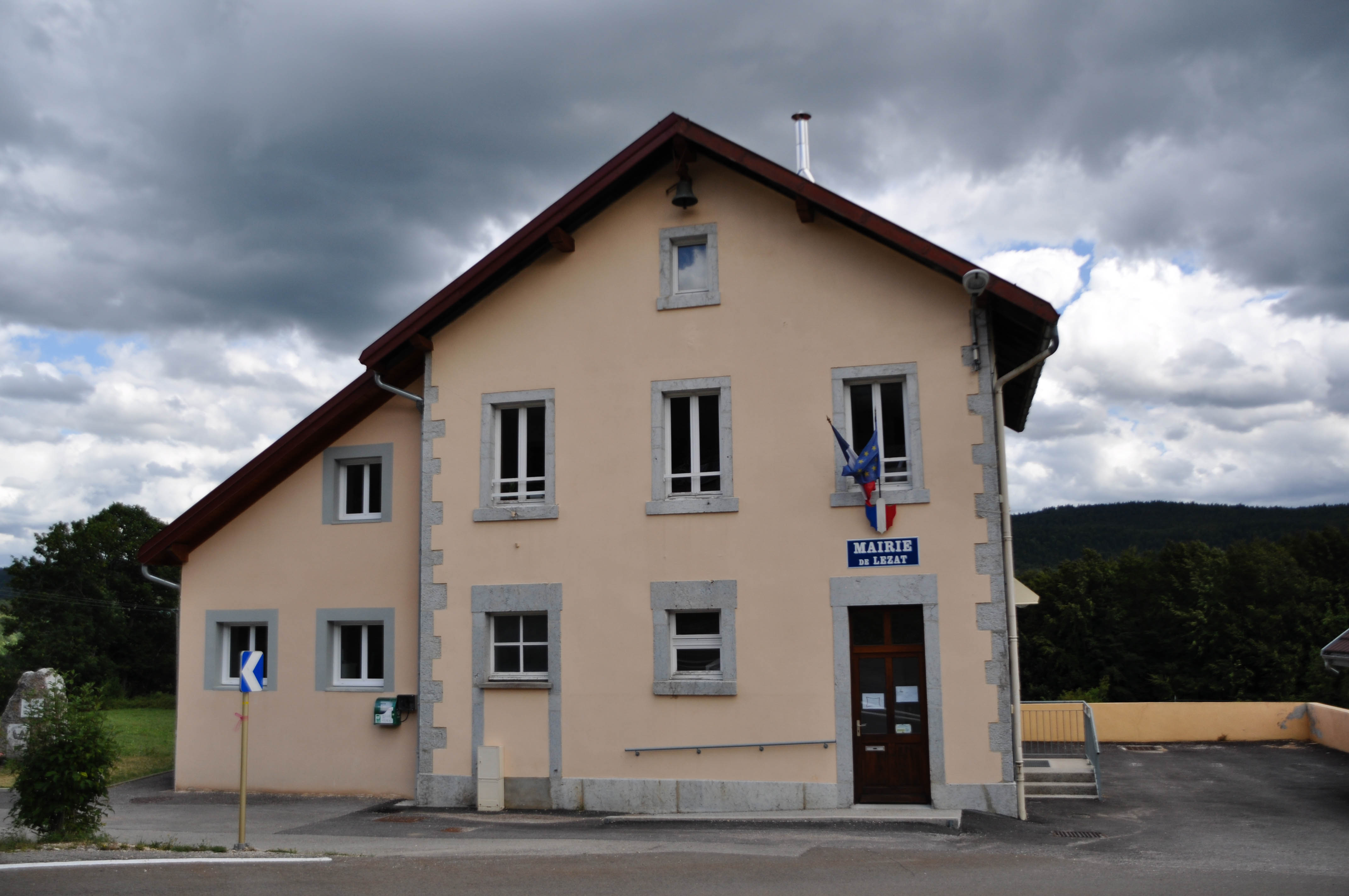
Ehemalige Mairie
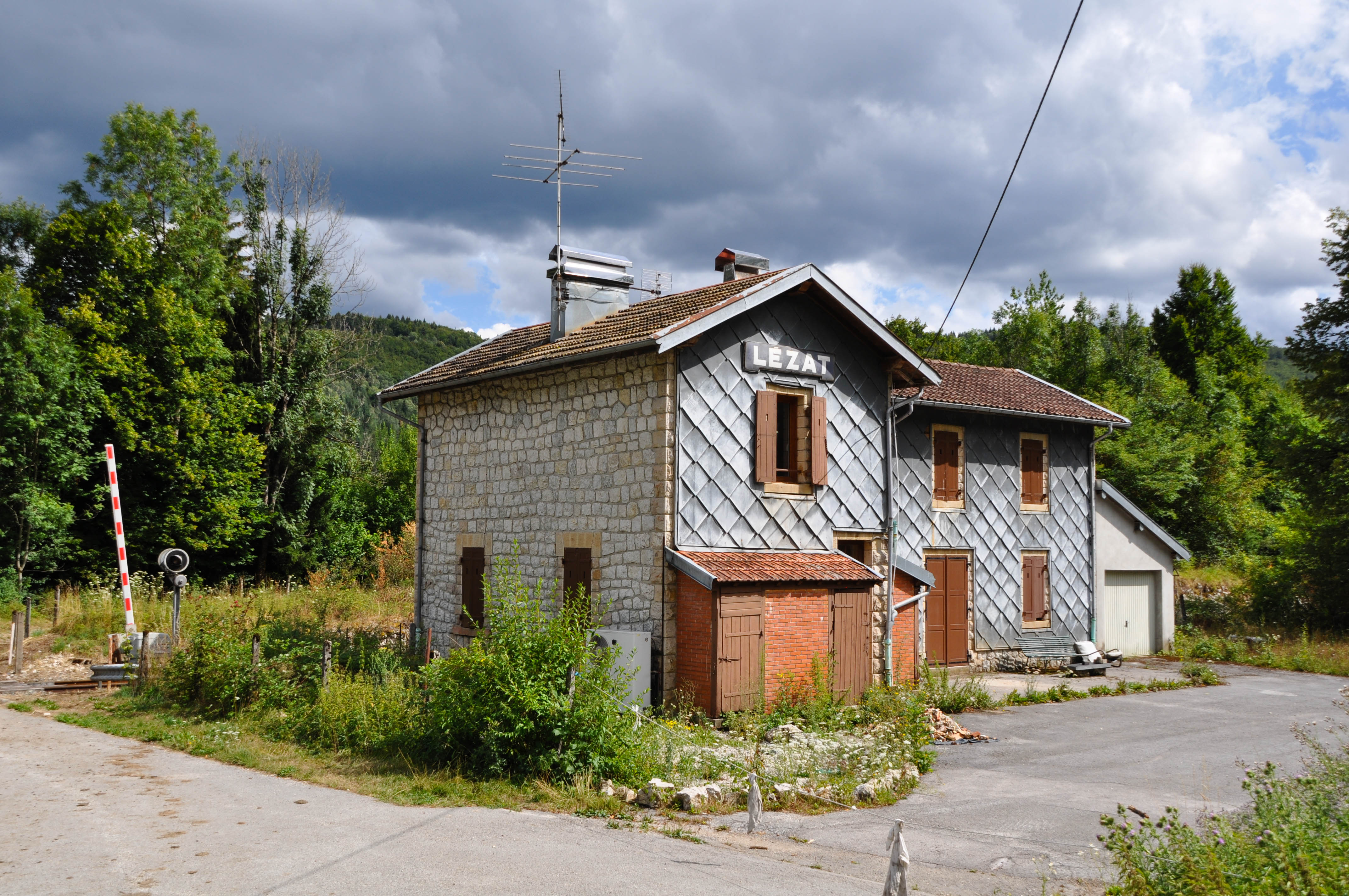
Ehemaliges Bahnhofsgebäude